# Cheonggyecheon
Cheonggyecheon (Tiếng Hàn: 청계천, Hanja:淸溪川, Hán-Việt: Thanh Khê Xuyên, còn gọi là Cheong Gye Cheon hoặc Suối Thanh Khê), là một dòng suối dài 5,8 km chảy qua khu trung tâm thành phố Seoul, Hàn Quốc, đổ vào suối Jungnangcheon, cuối cùng hợp lưu với sông Hán.

## Phục hồi
Trong nhiệm kỳ của Tổng thống Syngman Rhee, Cheonggyecheon bị san lấp để làm đường, đến năm 1968, người ta xây dựng bên trên nó một xa lộ trên cao. Tuy nhiên, vào tháng 7 năm 2003, Lee Myung-bak, khi ấy là thị trưởng Seoul, sau này là tổng thống Hàn Quốc, khởi xướng đề án phục hồi dòng suối. Đây là một đề án đầy tham vọng vì không chỉ phải gỡ bỏ con đường cao tốc trên cao mà còn phải tái sinh một thủy lộ vốn đã bị san lấp từ lâu, nay gần như đã cạn khô, cần phải bơm vào 120.000 tấn nước mỗi ngày. Mặc dù gặp phải nhiều sự chống đối và chỉ trích, cuối cùng đề án cũng hoàn thành vào tháng 9 năm 2005 và được tán dương như là một thành tựu lớn trong nỗ lực kiến tạo một đô thị xanh, sạch và đẹp.
Công cuộc phục hồi Cheonggyecheon đã giúp tên tuổi của Lee Myung-bak  được biết đến trên toàn quốc, và ông  được xem là ứng viên triển vọng cho chức vụ tổng thống, mặc dù không phải là không có những tra vấn về tính minh bạch của nó. Tháng 5 năm 2005, chỉ vài tháng trước khi hoàn tất đề án, phó thị trưởng Seoul Yang Yun-jae và một chính trị gia khác, Kim Il-ju, bị bắt giữ vì những cáo buộc tham nhũng liên quan đến đề án.
Dự án có dự toán hơn 900 tỷ won (khoảng 900 triệu dollar Mỹ) nhưng người ta ước tính thêm 12 tỷ dollar Mỹ phải đầu tư thêm để phát triển lại 792.000 m² khu vực gần con suối dẫn vào một  khu dân cư và thương mại quan trọng của thành phố.
Dự án này bị một số tổ chức môi trường phê phán vì chỉ mang tính biểu tượng chứ không thiết thực gì cho môi trường.
Một số nguồn thống kê cho biết, con suối đã giúp giảm nhiệt độ Seoul khoảng 2 độ C vào mùa nóng.

## Hình ảnh

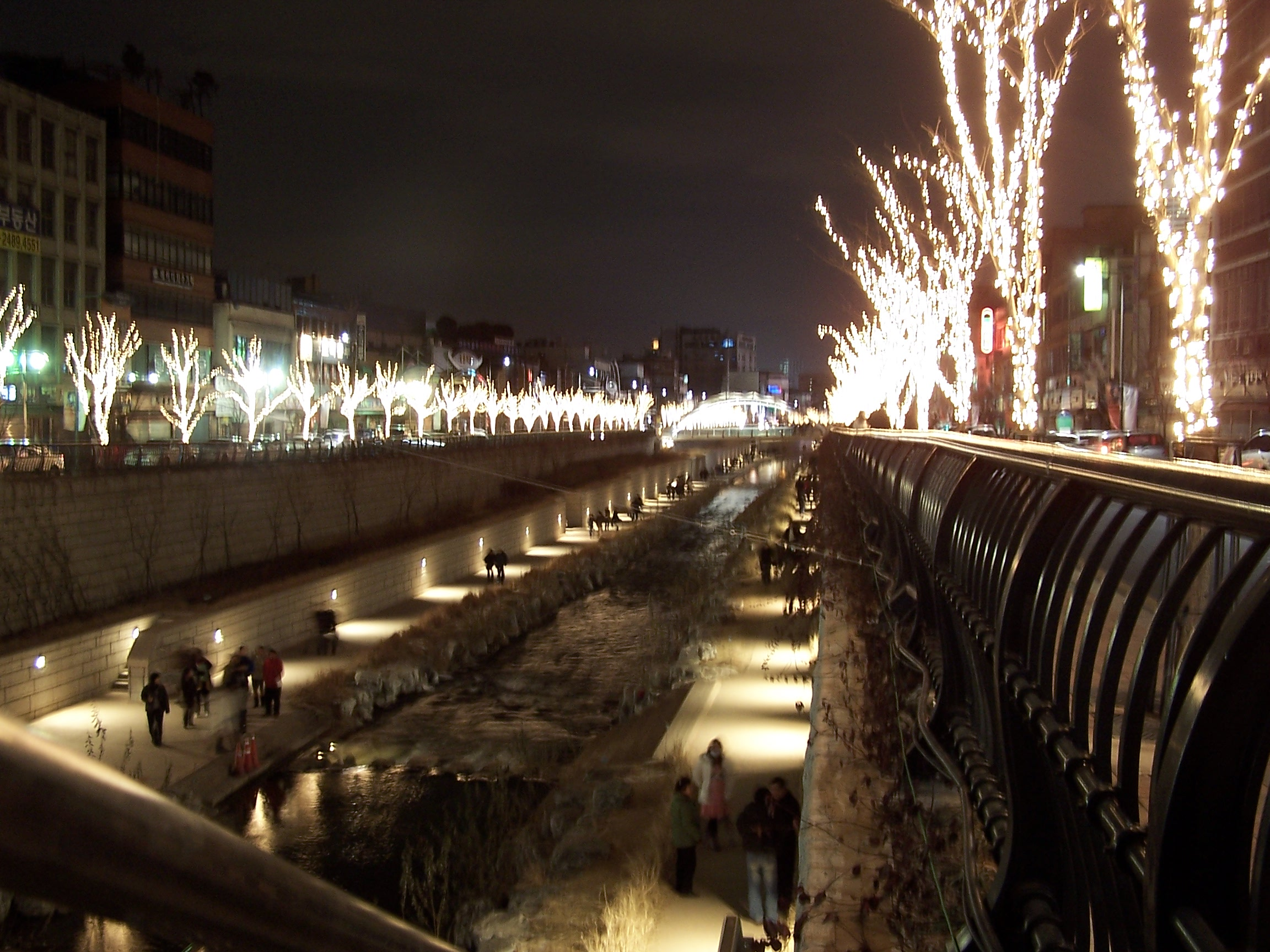
Đêm ở Suối Cheonggye
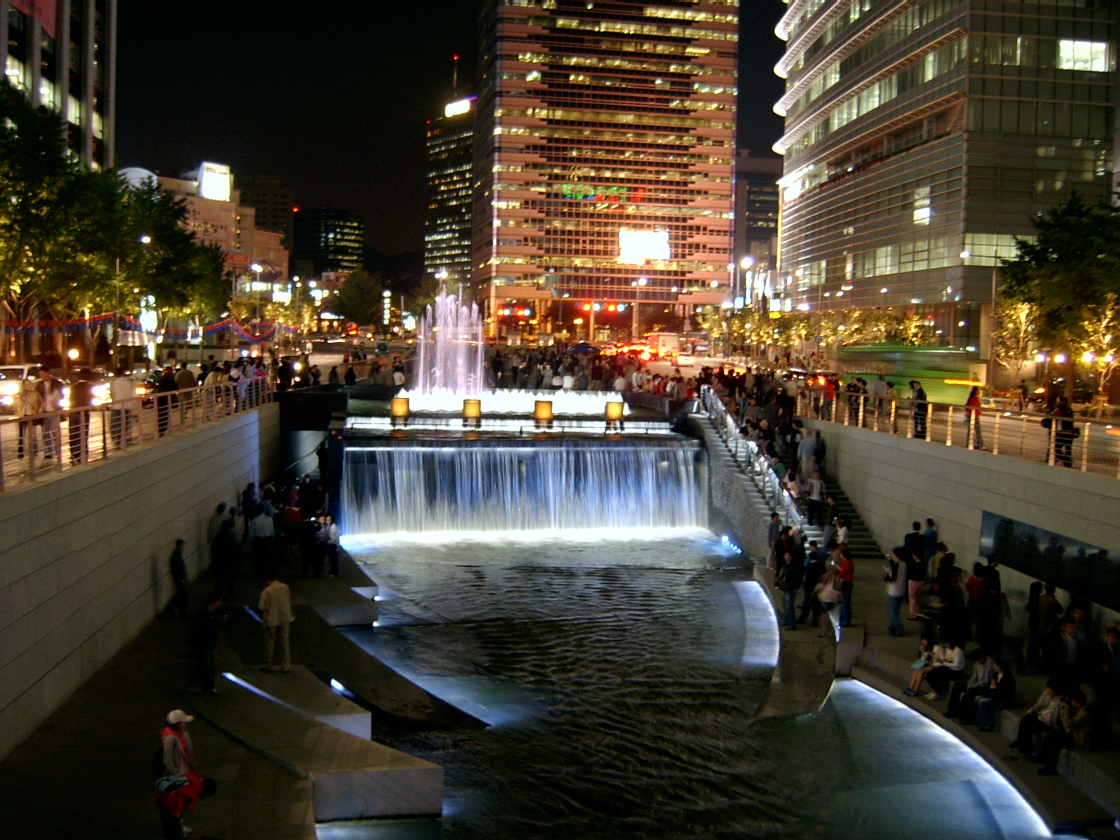
Đoạn đầu của Suối Cheonggye vào đêm
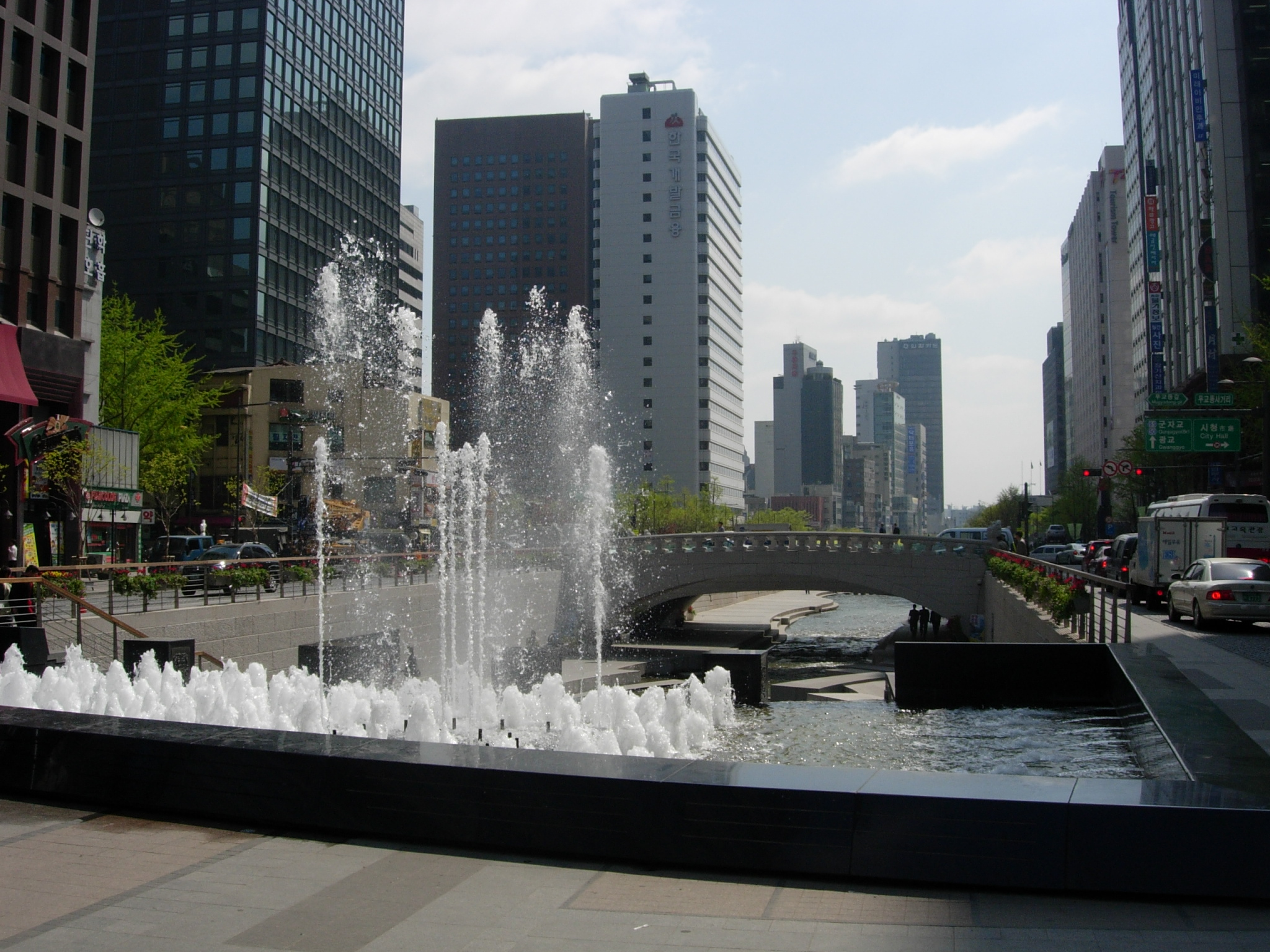
Nơi bắt đầu của Suối Cheonggye
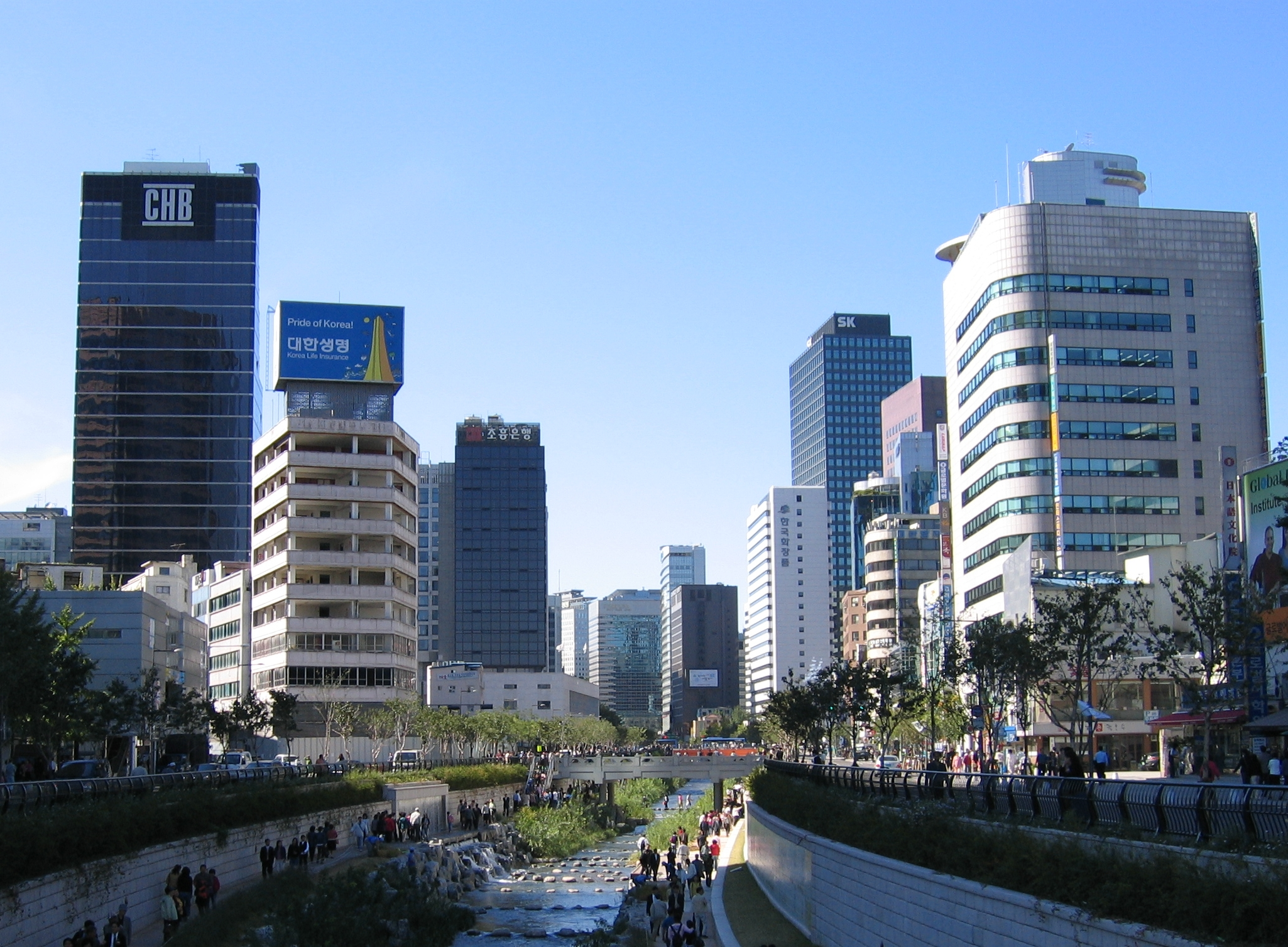
Suối Cheonggye chảy qua khu trung tâm Seoul